# Cynometra fissicuspis
Cynometra fissicuspis là một loài thực vật có hoa trong họ Đậu. Loài này được (Pittier) Pittier miêu tả khoa học đầu tiên.